# Rachid Hamatou
Rachid Hamatou est un reporter-photographe et écrivain algérien, correspondant du quotidien Liberté, né en 1960 à El Madher dans la wilaya de Batna.

## Biographie
Né le 5 avril 1960  aux environs d'El Madher au pied du mont Tader azougheh, soit Kef Hmmar. En 1966 il déménage à Batna, et dès le début des années 1970, il habite dans le quartier du stand, puis à la cité Chikhi. Pendant son adolescence il suit ses cours au lycée technique El Bachir El Ibrahimi. Une enseignante de langue française de ce lycée a toujours admiré ses écrits et décide de lui offrir son premier appareil photographique, un Ricoh modèle KR10, avec lequel il commence sa vie de photographe.  
Rachid Hamatou était fonctionnaire à la maison de la culture de Batna, puis enseignant de la langue française et enseignant de photographie à l’École régionale des beaux-arts de Batna. Enfin il devient journaliste et photographe, il a travaillé pour l’hebdomadaire El Aurès, puis six ans au quotidien Le Matin et deux ans à El Watan, en tant que journaliste-photographe. Actuellement, il travaille au journal Liberté.
Il a réalisé des expositions de photos en Algérie et à l'étranger. Sa première exposition photographique se déroula à Tizi ouzou dans les années 1980, dans le cadre d'un échange, Djurdjura-Aurès. Puis il enchaîne avec des expositions en France (Marseille, Paris) ou il est resté pendant 4 ans, Barcelone,.
Du 27 au 31 décembre 2014 dans la commune de Taghit, lors de la rencontre organisée par le Haut Commissariat à l'Amazighité, Rachid Hamatou a fait une présentation de son livre « Raconte-moi les Aurès ». Ce livre est une coédition entre le Haut Commissariat à l'Amazighité et les éditions Tira.

## Œuvres

### Livres
- Les mœurs, us, coutumes et traditions, histoire et contexte politique en Algérie, 2006
- Raconte-moi les Aurès, 2014[6],[5].